# Dedo del Pie de Morton
El Dedo del Pie de Morton (también conocido simplemente como Dedo de Morton o Pie de Morton) es una condición congénita en la cual el metatarsiano del dedo gordo es corto comparado con el metatarsiano del segundo dedo del pie. Esta condición es un tipo de braquimetatarsia.
Es más una variante asintomática del pie que una condición médica, pero esta vinculada a algunos problemas físicos.
La señal principal es tener un segundo dedo del pie más "largo" que el dedo gordo, en realidad, no se padece un segundo dedo más largo, más bien se trata de un primer dedo más corto de lo normal.

## Signos y síntomas
Este rasgo consiste en la presencia de un segundo dedo del pie el cual es más largo que el dedo gordo del pie.
El síntoma más común entre personas con pie de Morton es un callo bajo el segundo dedo del pie.
Normalmente, todo el peso del pie es transferido al dedo gordo del pie, debido a que es un dedo grande y es el más largo en la mayoría de las personas, pero en la gente con síndrome de pie de Morton, todo ese peso es transferido al segundo dedo del pie, esto se debe a que, debido a la corta altura del primer dedo, el cuerpo asume que el segundo dedo es el más largo de todos los dedos, y por ende, el peso se transfiere a ese dedo, el problema es que el segundo dedo del pie no esta capacitado para sostener todo el peso del pie, esto lleva a un pie inestable que sufre de varias complicaciones, como viene siendo dolor o incomodidad en el pie.

## Causas
Este es un rasgo hereditario, no hay forma de adquirir un pie de Morton, ya que es un rasgo congénito.
Como ya fue mencionado, esta condición es un tipo de braquimetatarsia, una condición en la cual, durante el desarrollo del cuerpo en el útero, la placa de crecimiento de un metatarsiano se cierra prematuramente, mientras que los demás dedos del pie se desarrollan correctamente.
Cuando este trastorno afecta los 2.º, 3.º, 4.º, o 5.º metatarsianos del pie, se le denomina simplemente como braquimetatarsia, pero cuando afecta al 1.er dedo, se le denomina el nombre de esta condición, es decir, se le denomina como Pie de Morton.
Se cree que el gen responsable por este rasgo es dominante, y el gen responsable por un pie desarrollado correctamente (siendo el dedo gordo el más largo de todos) es recesivo, aun así, la causa genética de esta variante anatómica no está aún descubierta del todo. Esta variante es usada normalmente como un ejemplo básico de cómo funciona la genética (usado al igual que otros ejemplos, como la habilidad de enrollar la lengua), en realidad, el carácter genético de este rasgo es más complicado que un solo gen, ya que puede implicar varios genes.

## Complicaciones
Hay varias complicaciones para la gente con casos severos de pie de Morton, ejemplos vienen siendo la inseguridad de mostrar los pies en público, el bullying, dolor de pie (específicamente en el área donde están los metatarsianos), sobrepronacion, metatarsalgia, dedos en martillo, fascitis plantar, callos, juanetes, neuroma de Morton (condición diferente al dedo de Morton), entre otras complicaciones.
Una persona con un dedo de Morton tiene pies más anchos debido a la distribución de peso entre los dedos del pie, por ejemplo, si una persona tiene pie de Morton bilateral (afectando a ambos pies) este no le sería un grave problema (más que la inconveniencia de tener que obtener zapatos anchos), en cambio, para una persona con un caso unilateral (afectando solo a un pie), este podría ser un problema más grande, ya que se tendría un pie más ancho que el otro. Esto haría ponerse zapatos una actividad más difícil (dependiendo de la severidad de la condición).

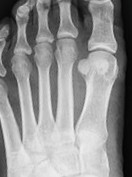
Radiografía de un pie con braquimetatarsia del primer metatarsiano; siendo este más corto que el 2.º y metatarsiano.

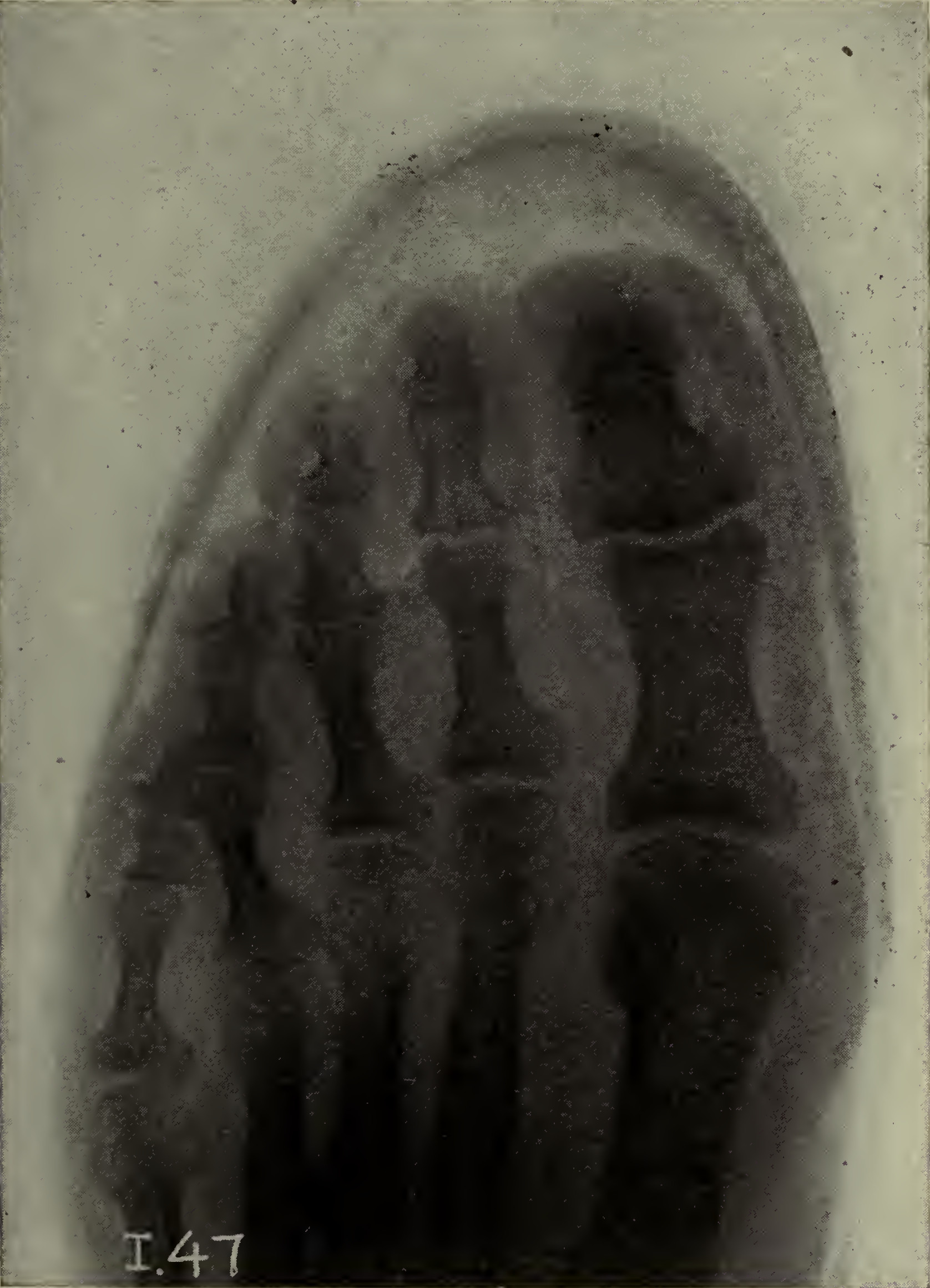
Radiografía de un pie con dedo de Morton.

## Frecuencia
Este rasgo es una de las variantes anatómicas del pie humano menos comunes, afectando aproximadamente entre el 10-25 % de la población global.
La frecuencia varía entre distintas poblaciones aisladas en el mundo, por ejemplo; entre la gente Ainu (en el este de Rusia y en Japón), 90 % de la gente tiene un pie de Morton.
Este rasgo también es común entre la gente de ascendencia europea, pero puede ocurrir en cualquier grupo étnico; Kaplan et al. reporto una incidencia de pie de Morton del 24% en personas de etnia blanca de Cleveland, Estados Unidos. Romanus et al. reporto una incidencia del mismo rasgo del 2.95% en hombres de etnia blanca en Suecia.

## Etimología
El nombre de esta condición deriva del cirujano ortopédico estadounidense Dudley Joy Morton (1884–1960), quien originalmente lo describió como parte de la tríada de Morton (también conocida como síndrome de Morton o síndrome del pie de Morton), para que este síndrome sea considerado en una persona, lo siguiente tiene que ser verificado: la persona tiene que tener un dedo gordo corto, este mismo dedo gordo debe ser hipermóvil, y por último debe haber una presencia de callos debajo de los segundos y terceros dedos del pie.
Esta variante del pie era considerada como bonita y estética en épocas antiguas, tanto que hay estatuas que tienen el pie de Morton, como por ejemplo, la Estatua de la Libertad, en Nueva York, EE. UU.